# Tou Samouth
Tou Samouth (Khmer : ទូ សាមុត ; vers 1915-1962), connu aussi sous le nom de Achar Sok, est un des membres fondateurs du Parti communiste cambodgien à la tête de sa faction modérée. Il est surtout connu pour avoir été le mentor de Saloth Sar, plus connu sous le nom de Pol Pot.

## Résistance Khmer
Samouth est un Khmer Krom, qui est né et a grandi dans la Cochinchine. Il est éduqué comme moine bouddhiste. Pendant la Seconde Guerre mondiale, il est professeur de pali au monastère de Wat Ounalom à Phnom Penh.
Échappant au bombardement de son monastère par l’US Air Force, il rejoint les rangs du parti communiste indochinois avant, en 1951 de devenir un des cinq membres fondateurs du Parti révolutionnaire du peuple du Kampuchéa, précurseur du parti communiste du Kampuchéa.
Il est également l'un des leaders des Khmers issarak,  mouvement de gauche affiliant des éléments disparates de la résistance anti-française. Samouth devient Ministre de l'Intérieur du gouvernement révolutionnaire provisoire[réf. nécessaire].
Dans les maquis, il remarque un ancien étudiant du nom de Saloth Sâr, qui ne s’appelle pas encore Pol Pot. Séduit par sa force de persuasion sur les foules, il lui confie la préparation des séminaires idéologiques avant d’en faire son assistant personnel et son homme de confiance.
Samouth fait partie de la faction urbaine généralement plus modérée que la faction rurale dirigée par Sieu Heng. En particulier, cette faction soutient la présence du roi du Cambodge, Norodom Sihanouk, comme une figure de l'unité nationale et est alliée des nord-vietnamiens dans la lutte contre le Sud.
Les cadres ruraux du parti sont décimés par les forces de sécurité de Sihanouk en 1959. En 1960 Samouth, qui a toujours prôné une coopération avec Sihanouk, est élu Secrétaire général du parti, Pol Pot étant troisième dans la hiérarchie derrière Samouth et Long Bunruot qui prendra le nom de Nuon Chea.

## Sa mort
Samouth disparait dans des circonstances controversées après le 20 juillet 1962. Vivant au sud de Phnom Penh déguisé en ouvrier agricole, il semble avoir été arrêté et conduit dans une maison appartenant au ministre de la défense Lon Nol. Il aurait ensuite été torturé, tué, puis enterré dans un terrain vague. Toutefois, les Américains n’eurent pas connaissance de cet évènement et Lon Nol lui-même continuait en 1969 à en parler comme s’il pensait qu’il était toujours vivant. L'historien Ben Kiernan note, pour sa part, qu'il existe des preuves solides que l'entourage de Pol Pot aurait été responsable de sa disparition. En particulier un rapport secret sur les « ennemis internes », datant de 1978, a accusé le secrétaire de la province de Kandal Som Chea. Chea, qui plus tard a été exécuté, faisait partie du groupe de Pol Pot en 1962.
Quoi qu'il en soit, la disparition de Samouth fait les affaires du futur Pol Pot, qui, comme il le déclarera plus tard, « assume les fonctions de secrétaire par intérim » durant le reste de 1962, avant l'année suivante, d'être confirmé à ce poste.